# 江口凛
江口　凜（えぐち　りん、2004年3月8日 - ）は、大阪府生野区出身の、日本の女子柔道選手。階級は57kg級。身長163cm。握力は左右ともに42㎏。組み手は左組み。血液型はA型。得意技は寝技。好きな言葉は初志貫徹。尊敬する選手は松本薫と宇高菜絵。

## 経歴
柔道は5歳の時にニュージャパン柔道クラブで始めた。北京オリンピックの柔道競技を見てカッコいいと思い始めたという。小学校6年の時に全国小学生学年別柔道大会45kg級に出場するも2回戦で敗れた。
生野中学2年の時に全国中学校柔道大会の52kg級に出場するも3回戦で敗れたが、3年の時には決勝で大成中学の高橋安未を大外刈で破って優勝した。桐蔭学園高校へ進むと、1年の時には全日本カデ57kg級決勝で、国士舘高校2年の五十嵐日菜をGS含めて11分近い戦いの末に小内巻込の技ありで破って優勝した。金鷲旗では3位になった。インターハイでは3回戦で敗れた。17歳以下の世界一を決める世界カデでは、3回戦で反則勝ちした以外は全て舟久保固め(全柔連によれば縦四方固)で一本勝ちして優勝を飾った。シニアの全国大会である講道館杯に出場するも、初戦でコマツの宇高菜絵に技ありで敗れた。2年の時にも講道館杯の初戦でJR東日本の柴田理帆に技ありで敗れた。新型コロナウイルスの影響で2年ぶりに無観客で開催されることになった春の全国高校選手権では舟久保固めを中心に勝ち上がると、決勝で児玉高校の井田侑希を送襟絞で破って優勝を飾った。3年の時のインターハイでも得意の寝技を軸に勝ち上がり、決勝で大成高校の奥井花奈をGSに入ってから一本背負いで破って優勝して、春夏連覇を達成した。団体戦では3回戦の松商学園高校戦で63㎏級の矢澤愛理に大内刈で敗れた。全日本ジュニアでは準々決勝で帝京大学1年の大森朱莉に技ありで敗れたが、その後の3位決定戦で立命館大学2年の岡田恵里佳に反則勝ちして3位になった。
2022年からはコマツの所属となった。世界ジュニアでは準決勝でトルコのウズレム・イルディズに脇固めで敗れて3位だった。2024年の実業団体では2位だった。
IJF世界ランキングは350ポイント獲得で71位(24/6/25現在)。

## 戦績
- 2018年 -　全国中学校柔道大会　優勝(52kg級)
- 2019年 -　全日本カデ　優勝(57kg級)
- 2019年 -　金鷲旗　3位
- 2019年 -　世界カデ　優勝
- 2021年 -　高校選手権　優勝
- 2021年 -　インターハイ　優勝
- 2021年 -　全日本ジュニア　3位
- 2022年 -　オーストリアジュニア国際　優勝
- 2022年 -　世界ジュニア　3位
- 2023年 -　フランスジュニア国際　2位
- 2023年 -　実業個人選手権　3位
- 2024年 - 実業団体　2位

(出典)